# Nebanice
Nebanice (en allemand : Nebanitz) est une commune du district de Cheb, dans la région de Karlovy Vary, en République tchèque. Sa population s'élevait à 343 habitants en 2020.

## Géographie
Nebanice se trouve à 9 km au nord-est de Cheb, à 32 km à l'ouest-sud-ouest de Karlovy Vary et à 141 km à l'ouest de Prague.
La commune est limitée par Milhostov au nord, par Kaceřov et Kynšperk nad Ohří à l'est, par Odrava et Cheb au sud, et par Třebeň à l'ouest.

## Histoire
La première mention écrite de la localité date de 1391.

## Administration
La commune se compose de deux sections :
- Nebanice
- Hartoušov